# Hyam Isaacs
Hyam Isaacs (* 9. Mai 1927 in Johannesburg; † 11. Mai 2003) war ein südafrikanischer Arzt und Physiologe.

## Leben
Nach dem ersten Medizinstudium (bis 1950), das er mit einem Bachelor of Medicine abschloss, begann er zunächst eine Facharztweiterbildung in Innerer Medizin an der Witwatersrand-Universität, wo er auch 1963 promovierte.
Zu seinen beruflichen Stationen zählten die Tätigkeiten als Assistenzarzt am Johannesburg General Hospital (1951–1953), als Forschungsbeauftragter am Memorial Hospital in Krugersdorp (1954), seit 1955 auch frei praktizierend, ferner als Amtsarzt für den  Bergbaubezirk am Duff Scott Memorial Hospital in  Stilfontein, danach in London für den Hospital Service (1957–1958) sowie als medizinischer Fachreferent in der Provinzverwaltung von Transvaal (1959–1961).
Später wechselte Isaacs dann aber in die Physiologie mit einem Lehrauftrag als Senior Lecturer (1961–1990) an der Witwatersrand-Universität und paralleler Tätigkeit in privater Praxis. Ab 1965 war er Medizinischer Direktor der Muscular Research Foundation of South Africa in Johannesburg.
1961 beschrieb er das später auch nach ihm benannte Isaac-Mertens-Syndrom.